# Walley
Der Walley ist ein Sprung im Eiskunstlauf, der oft auch als Einwärts Rittberger bezeichnet wird.
Der Sprunganlauf erfolgt rückwärts auf einem Bein, wobei eine Schlangenlinie gefahren wird. Diese Bewegung dient dazu, ausreichenden Schwung für den Absprung zu gewinnen. Der Absprung erfolgt von der Innenkante der Schlittschuhkufe und nicht, wie beim eigentlichen Rittberger, von deren Außenkante. In der Luft wird eine Rotation von 360° um die Körperlängsachse durchgeführt, die Rotationsbewegung wird durch das Schließen der Arme unterstützt. Die Landung erfolgt rückwärts auf einem Bein. Dieser Sprung wird häufig zum Aufwärmen benutzt und existiert in seiner Form auch nur einfach.